# Ибарра, Мигель
Мигель Анхель Ибарра Андраде (исп. Miguel Ángel Ibarra Andrade; 15 марта 1990, Нью-Йорк, США) — американский футболист, полузащитник клуба «Шарлотт Индепенденс». Выступал за сборную США.

## Клубная карьера
Ибарра начал заниматься футболом в раннем детстве. В 2010 году он начал выступления за команду Калифорнийского университета в Ирвайне, в котором проходил обучение. Параллельно с этим Мигель выступал за команды PDL «Ланкастер Ратлерс» и «Ориндж Каунти Блю Стар». В 2012 году на дополнительном драфте MLS Ибарра был выбран клубом «Портленд Тимберс», но контракт не был подписан и он присоединился к клубу NASL «Миннесота Старз» (с 2013 года — «Миннесота Юнайтед»). Его профессиональный дебют состоялся 8 апреля в матче против «Каролина Рэйлхокс». 6 мая в поединке против «Атланта Силвербэкс» он забил свой первый гол в профессиональной карьере.
10 июня 2015 года Ибарра перешёл в мексиканский «Леон». 26 июля в матче против «Сантос Лагуна» он дебютировал в мексиканской Примере, заменив во втором тайме Элиаса Эрнандеса. 1 ноября в поединке против «Атласа» Мигель забил свой первый гол за «Леон».
5 января 2017 года клуб MLS «Миннесота Юнайтед», образованный на основе одноимённого клуба NASL, за который ранее выступал Ибарра, объявил о его трансфере. 4 марта 2017 года в матче против «Портленд Тимберс» он дебютировал в MLS. 23 апреля 2017 года в поединке против «Колорадо Рэпидз» Мигель забил свой первый гол за «Миннесоту Юнайтед». По окончании сезона 2019 «Миннесота Юнайтед» не продлила контракт с Ибаррой.
20 февраля 2020 года Ибарра подписал контракт с «Сиэтл Саундерс». За «Саундерс» он дебютировал 27 февраля в ответном матче ⅛ финала Лиги чемпионов КОНКАКАФ 2020 против гондурасской «Олимпии». По окончании сезона 2020 «Сиэтл Саундерс» не продлил контракт с Ибаррой.
28 мая 2021 года Ибарра подписал контракт с клубом Чемпионшипа ЮСЛ «Сан-Диего Лойал». Дебютировал за «Сан-Диего Лойал» он 29 мая в матче против «Лас-Вегас Лайтс». 29 июня в матче против «Окленд Рутс» он забил свой первый гол за «Сан-Диего Лойал».
30 марта 2022 года Ибарра подписал контракт с клубом Лиги один ЮСЛ «Шарлотт Индепенденс». Дебютировал за «Шарлотт Индепенденс» он 8 апреля в матче стартового тура сезона 2022 против «Сентрал Валли Фуэго», отметившись голевой передачей. 16 апреля в матче против «Нортерн Колорадо Хейлсторм» он забил свой первый гол за «Шарлотт Индепенденс». 10 января 2023 года Ибарра перезаключил контракт с «Шарлотт Индепенденс» на сезон 2023. 25 января 2024 года Ибарра переподписал контракт с «Шарлотт Индепенденс» на сезон 2024.

## Международная карьера
14 октября 2014 года в товарищеском матче против сборной Гондураса Ибарра дебютировал за сборную США, заменив перед финальным свистком Микса Дискеруда.